# یقه‌سفیدها (فیلم)
یقه سفیدها فیلمی به کارگردانی و تهیه‌کنندگی شهرام مسلخی و نویسندگی فرزاد گودرزی محصول سال ۱۳۹۹ است.